# Cubo perfetto
Un cubo perfetto è un qualsiasi numero naturale la cui radice cubica corrisponde ad un numero intero.

In aritmetica e algebra, il cubo di un numero n è la sua terza potenza, cioè il risultato della moltiplicazione del numero per sé stesso tre volte:
n3 = n × n × n.
Si tratta anche della formula per calcolare il volume di un cubo il cui lato ha una lunghezza pari a n. Da qui il nome.
La funzione inversa di trovare il numero il cui cubo è n è detta "estrazione della radice cubica di n". Restituisce il lato di un cubo dato il volume.

## Primi 21 cubi perfetti
- 0 = 0 elevato al cubo.
- 1 = 1 elevato al cubo.
- 8 = 2 elevato al cubo.
- 27 = 3 elevato al cubo.
- 64 = 4 elevato al cubo.
- 125 = 5 elevato al cubo.
- 216 = 6 elevato al cubo.
- 343 = 7 elevato al cubo.
- 512 = 8 elevato al cubo.
- 729 = 9 elevato al cubo.
- 1000 = 10 elevato al cubo.
- 1331 = 11 elevato al cubo.
- 1728 = 12 elevato al cubo.
- 2197 = 13 elevato al cubo.
- 2744 = 14 elevato al cubo.
- 3375 = 15 elevato al cubo.
- 4096 = 16 elevato al cubo.
- 4913 = 17 elevato al cubo.
- 5832 = 18 elevato al cubo.
- 6859 = 19 elevato al cubo.
- 8000 = 20 elevato al cubo.

La differenza fra i cubi di due interi consecutivi può essere espressa come:
{\displaystyle n^{3}-(n-1)^{3}=3(n-1)n+1}
oppure
{\displaystyle (n+1)^{3}-n^{3}=3(n+1)n+1.}

## Applicazioni
Il cubo di un numero appare nella formula per il calcolo del volume di una sfera, ottaedro, dodecaedro, icosaedro regolari, nella somma dei quadrati dei primi n numeri naturali, nella terza legge di Keplero.
Se al prodotto di tre termini consecutivi di una progressione aritmetica con primo termine a e ragione d (a, e d interi positivi), si somma kd^2, si ottiene un numero cubo perfetto K.

Il prodotto di tre termini consecutivi di una progressione geometrica è un cubo perfetto.

## Problema di Waring per i cubi
Ogni cubo perfetto può essere scritto come la somma di nove o meno cubi positivi. Ad esempio 23 non può essere scritto come la somma di un numero non inferiore a nove di cubi positivi:
23 = 23 + 23 + 13 + 13 + 13 + 13 + 13 + 13 + 13.

## Ultimo teorema di Fermat per i cubi
L'equazione {\displaystyle x^{3}+y^{3}=z^{3}} non ha soluzioni intere non banali, ossia ha solamente soluzioni che soddisfano {\displaystyle xyz=0}. Infatti, non ha interi di Eisenstein tra le soluzioni.
Entrambe queste affermazioni sono vere anche per l'equazione {\displaystyle x^{3}+y^{3}=3z^{3}}.
Ciò non è vero se consideriamo la somma di cubi, con più di due addendi:
{\displaystyle 3^{3}+4^{3}+5^{3}=6^{3}.}

## Somma dei primincubi
- I cubi dei numeri naturali sono la sommatoria di blocchi di numeri naturali dispari in ordine crescente, esempio:

{\displaystyle \underbrace {1} _{1}\ \underbrace {3\ 5} _{8}\ \underbrace {7\ 9\ 11} _{27}\ \underbrace {13\ 15\ 17\ 19} _{64}\ \underbrace {21\ 23\ 25\ 27\ 29} _{125}\ \ldots }
- A partire dalla successione dei numeri esagonali centrati

{\displaystyle {\begin{aligned}1&=1\\8&=1+7\\27&=1+7+19\\64&=1+7+19+37\\125&=1+7+19+37+61\\&\;\;\vdots \end{aligned}}}
la somma dei primi {\displaystyle n} cubi è l'{\displaystyle n}-esimo numero triangolare quadrato
{\displaystyle 1^{3}+2^{3}+\dots +n^{3}=(1+2+\dots +n)^{2}=\left({\frac {n(n+1)}{2}}\right)^{2}.}

Visual proof that 1³ + 2³ + 3³ + 4³ + 5³ = (1 + 2 + 3 + 4 + 5)².

Ad esempio la somma dei primi 5 cubi perfetti è il quadrato del quinto numero triangolare
{\displaystyle 1^{3}+2^{3}+3^{3}+4^{3}+5^{3}=15^{2},}
ma {\displaystyle x} e {\displaystyle y} devono soddisfare l'equazione di Pell negativa {\displaystyle x^{2}-2y^{2}=-1}. Ad esempio per y = 5 e 29, allora,
{\displaystyle 1^{3}+3^{3}+\dots +9^{3}=(7\cdot 5)^{2},}
{\displaystyle 1^{3}+3^{3}+\dots +57^{3}=(41\cdot 29)^{2},}
e così via. Ogni numero perfetto, eccetto il minore, è la somma dei primi {\displaystyle 2^{(}(p-1)/2)} cubi dispari:
{\displaystyle 28=2^{2}(2^{3}-1)=1^{3}+3^{3};}
{\displaystyle 496=2^{4}(2^{5}-1)=1^{3}+3^{3}+5^{3}+7^{3};}
{\displaystyle 8128=2^{6}(2^{7}-1)=1^{3}+3^{3}+5^{3}+7^{3}+9^{3}+11^{3}+13^{3}+15^{3}.}

### Somma di cubi di numeri in progressione aritmetica
Esistono esempi di cubi di numeri in progressione aritmetica la cui somma è un cubo:
{\displaystyle 3^{3}+4^{3}+5^{3}=6^{3};}
{\displaystyle 11^{3}+12^{3}+13^{3}+14^{3}=20^{3};}
{\displaystyle 31^{3}+33^{3}+35^{3}+37^{3}+39^{3}+41^{3}=66^{3}.}
La formula F per trovare la somma di n cubi di numeri in progressione aritmetica, aventi comune differenza d a partire da un cubo iniziale {\displaystyle a^{3}}, è:
{\displaystyle F(d,a,n)=a^{3}+(a+d)^{3}+(a+2d)^{3}+\cdots +(a+dn-d)^{3}}
è data da
{\displaystyle F(d,a,n)=(n/4)(2a-d+dn)(2a^{2}-2ad+2adn-d^{2}n+d^{2}n^{2}).}
Una soluzione parametrica
{\displaystyle F(d,a,n)=y^{3}}
è nota per {\displaystyle d=1}, o cubi consecutivi, ma soluzioni non sporadiche sono note anche per interi {\displaystyle d>1}, quali {\displaystyle 2,3,5,7,11,13,37,39,\ldots }

## Somma dei reciproci
La somma dei reciproci di tutti i cubi, usata in una grande varietà di situazioni, è nota come costante di Apéry. Il suo valore è dato dalla funzione zeta di Riemann in corrispondenza del punto 3.
{\displaystyle \sum _{n=1}^{\infty }{\frac {1}{n^{3}}}=\zeta {(3)}=1{,}2020569\ldots }

## Nei numeri razionali
Ogni numero razionale positivo è la somma di tre cubi razionali positivi, mentre esistono razionali che non sono la somma di due cubi razionali.

## Funzione generatrice
La funzione generatrice {\displaystyle \sum _{i\geq 0}a_{i}x^{i}} di una serie formale di potenze {\displaystyle (a_{i})_{i\geq 0}}, è data da:
{\displaystyle \sum _{i\geq 0}i^{3}x^{i}=x+8x^{2}+27x^{3}+64x^{4}+\ldots ={\frac {x(x^{2}+4x+1)}{(x-1)^{4}}}.}

## Storia
Il calcolo del cubo di numeri grandi è comune nella storia della matematica.

Nel 2010, Alberto Zanoni ha scoperto un algoritmo per il calcolo del cubo di un intero lungo, entro un certo intervallo, più veloce dell'esponenziazione binaria (elevamento a potenze intere positive grandi di un numero).